# Ernesto Ambrosini
Ernesto Ambrosini, född 29 september 1894 i Monza i Monza e Brianza, död 4 november 1951 i Monza, var en italiensk friidrottare.
Ambrosini blev olympisk bronsmedaljör på 3 000 meter hinder vid sommarspelen 1920 i Antwerpen.